# Сувонни (река)
Сувонни (англ. Suwannee River) — река на юго-востоке штата Джорджия и севере штата Флорида (США). Впадает в Мексиканский залив. Длина реки составляет 394 км (по другим данным — 428 км).

## География

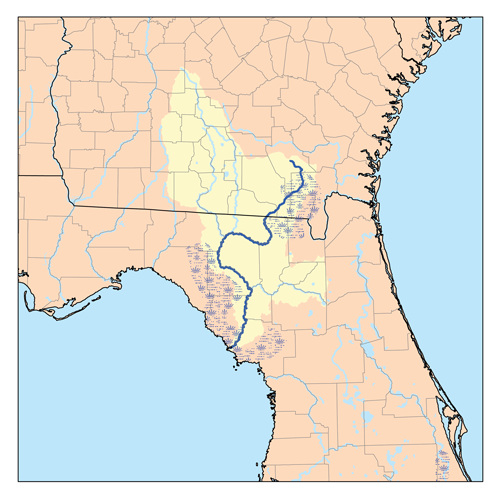
Бассейн реки Сувонни

Река Сувонни начинается в районе болота Окефеноки, на высоте около 35 м, при слиянии рек Ист-Форк-Сувонни (East Fork Suwannee River) и Мидл-Форк-Cувонни (Middle Fork Suwannee River). После этого река течёт преимущественно в юго-западном направлении, протекая по округам Чарлтон, Уэр, Клинч и Эколс (Джорджия), а затем по округам Колумбия, Гамильтон, Мадисон, Сувонни, Лафейетт, Гилкрист, Ливи и Дикси (Флорида). Она впадает в Мексиканский залив вблизи города Сувонни.
Площадь водосборного бассейна реки Сувонни — 24 967 км² (по другим данным, 25 770 км²), из которых 57,5 % находятся в Джорджии, а оставшиеся 42,5 % — во Флориде. Основные притоки — Алапахо (Alapaha River, впадает на высоте 9 м), Уитлакучи (Withlacoochee River, 9 м) и Санта-Фе (Santa Fe River, 2 m).
Средний расход воды в реке Сувонни — 294 м³/c.

## Фауна
В реке Сувонни водятся американский атлантический осётр (Acipenser oxyrinchus), длиннорылый панцирник (Lepisosteus osseus), флоридский панцирник (Lepisosteus platyrhincus), Cyprinella venusta, Minytrema melanops, канальный сомик (Ictalurus punctatus), белый сомик (Ameiurus catus), оливковый сомик (Pylodictis olivaris), Ameiurus brunneus, Ameiurus natalis, американский сомик (Ameiurus nebulosus), Ameiurus serracanthus, полосатый лаврак (Morone saxatilis), Micropterus notius, большеротый окунь (Micropterus salmoides), чёрный краппи (Pomoxis nigromaculatus), большеротый солнечник (Lepomis gulosus), розовый солнечник (Lepomis auritus), Lepomis punctatus, синежаберный солнечник (Lepomis macrochirus), доросомы (Dorosoma) и другие рыбы.
Из других животных в районе реки водятся канадская выдра (Lontra canadensis),  обыкновенный ламантин (Trichechus manatus), миссисипский аллигатор (Alligator mississippiensis), грифовая черепаха (Macrochelys temminckii), Macrochelys suwanniensis, злой трионикс (Apalone ferox), Pseudemys nelsoni, Pseudemys concinna suwanniensis, Pseudemys peninsularis, Agkistrodon conanti, Liodytes pygaea, краснобрюхий уж (Nerodia erythrogaster), полосатый уж (Nerodia fasciata), американский уж-циклоп (Nerodia cyclopion) и коричневый американский уж (Nerodia taxispilota).